# Општина Чока
Општина Чока је општина у Републици Србији. Налази се у АП Војводина и спада у Севернобанатски округ. По подацима из 2004. општина заузима површину од 321 km² (од чега на пољопривредну површину отпада 29491 ha, а на шумску 477 ha).
Седиште општине је град Чока. Општина Чока се састоји од 8 насеља. Према подацима са последњег пописа 2022. године у општини је живело 8.556 становника (према попису из 2011. било је 11.398 становника). У општини се налази 7 основних и 1 средња школа.

## Насељена места
Општину Чока чини 8 насеља:
| Мешовита - Црна Бара (437) - Чока (4028) | Мађарска већина - Банатски Моноштор (102) - Врбица (238) - Јазово (742) - Падеј (2376) | Српска већина - Остојићево (2324) - Санад (1151) |

## Етничка структура
Насељена места са мађарским већинским становништвом су Банатски Моноштор, Врбица, Јазово, Падеј и Чока. Остојићево и Санад имају српско већинско становништво. Црна Бара има релативну мађарску већину.
| Састав становништва – општина Ада | Састав становништва – општина Ада | Састав становништва – општина Ада | Састав становништва – општина Ада |
| --------------------------------- | --------------------------------- | --------------------------------- | --------------------------------- |
|                                   | 2022.                             | 2011.                             | 2002.                             |
| Укупно                            | 8.556 (100,00%)                   | 11.398 (100,00%)                  | 13.835 (100,00%)                  |
| Мађари                            | 3.835 (44,82%)                    | 5.661 (49,66%)                    | 7.133 (51,56%)                    |
| Срби                              | 3.470 (40,55%)                    | 4.437 (38,92%)                    | 5.205 (37,63%)                    |
| Роми                              | 342 (3,99%)                       | 351 (3,08%)                       | 337 (2,43%)                       |
| Остали                            | 909 (10,62%)                      | 949 (8,32%)                       | 1.160 (8,38%)                     |